# Scott Norwood
Scott Allan Norwood (Alexandria, Virgínia,17 de julho de 1960) foi kicker do Buffalo Bills na National Football League, a liga nacional de futebol americano profissional dos Estados Unidos. Norwood entrou para a história de uma maneira não muito agradável: faltando oito segundos para o término do Super Bowl XXV, quando o placar apontava 20-19 para o New York Giants, ele teve a chance da vitória ao chutar um field goal de 47 jardas; no entanto, errou o chute, que foi descrito dessa forma pelo narrador da TV americana Al Michaels: "No good! Wide right! New York Giants Win Super Bowl XXV!" ("Errou! Bem à direita! New York Giants vence o Super Bowl XXV!"). Norwood ainda jogou mais uma temporada com os Bills, mas encerrou sua carreira após a temporada de 1991 da NFL.

## Vida Pessoal
Ele é casado e tem três filhos. Possui os gêmeos Carly e Connor e ainda Corey. Após abandonar a NFL, se mudou para sua casa em Virgínia, ficando longe dos olhos do público. Trabalhou nos anos 90 como corretor de seguros antes de retonar a Buffalo anos depois para trabalhar como corretor de imóveis.